# Cesamexico constricticollis
Cesamexico constricticollis är en skalbaggsart som beskrevs av Bates 1890. Cesamexico constricticollis ingår i släktet Cesamexico och familjen Aphodiidae. Inga underarter finns listade i Catalogue of Life.